# Shanghai Port
A Shanghai SIPG egy 2005-ben alapított kínai labdarúgóklub. Székhelye Sanghajban található, jelenleg az élvonalban szerepel.

## Sikerek
- Kínai Super League
  - Aranyérmes: 2018, 2023, 2024
  - Ezüstérmes: 2015, 2017

- Kínai League One
  - Aranyérmes: 2012

- Kínai League Two
  - Aranyérmes: 2007

- Kínai szuperkupa
  - Aranyérmes: 2019

## Híres edzők
- Sven-Göran Eriksson (2014–2016)
- André Villas-Boas (2016–2017)
- Vítor Pereira (2017–2020)